# KK Cedevita Olimpija
Košarkaški klub Cedevita Olimpija, poznat i kao samo Cedevita Olimpija, slovenski je profesionalni muški košarkaški klub, koji se natječe u ABA ligi i ULEB Eurokupu.

## Povijest
4. lipnja 2019. objavljeno je da se hrvatski klub Cedevita i slovenski klub Olimpija spremaju spojiti i formirati Cedevitu Olimpiju, novi muški profesionalni košarkaški klub sa sjedištem u Ljubljani. KK Cedevita planira se u budućnosti natjecati u hrvatskoj ligi kao "Cedevita Junior". Upravni odbori Cedevite i Olimpije 13. lipnja potvrdili su imenovanje Davora Užbinca generalnim direktorom, a Sanija Bečirovića sportskim direktorom. 25. lipnja Odbor Eurokupa potvrdio je sudjelovanje kluba u sezoni Eurokupa za 2019./20.  Upravni odbori Cedevite i Olimpije posebno su pozvali svoje članove na sastanak Skupštine koji je održan 8. srpnja u Areni Stožice, gdje je i kada je klub i službeno osnovan, a Slaven Rimac potvrđen kao prvi trener momčadi, kao što je i Emil Tedeschi potvrđen za predsjednika kluba.
8. srpnja dovedeno je i prvo pojačanje, slovenski reprezentativac Edo Murič.

## Vodstvo kluba
- Direktor:  Davor Užbinec
- Športski direktor:  Sani Bečirović
- Tehnički direktor:  Krešimir Novosel

## Uspjesi
- Superkup ABA lige
- Finalist 2019.

## Vanjske poveznice
- Cedevita Zagreb  Arhivirana inačica izvorne stranice od 4. lipnja 2019. (Wayback Machine)
- Olimpija Ljubljana  Arhivirana inačica izvorne stranice od 30. prosinca 2018. (Wayback Machine)